# Monestir dels Pares Carmelites del Desert de les Palmes
El Convent Carmelita o Monestir dels Pares Carmelites del Desert de les Palmes està situat en el terme municipal de Benicàssim.
L'elecció d'aquest lloc privilegiat dels contraforts del massís del Maestrat, integrant del Sistema Ibèric, com a lloc d'assentament d'un dels “Deserts” de l'Orde del Carmel Descalç (OCD) o Carmel Teresià, ha donat lloc a un dels més bells i interessants, a més d'únic, conjunt històric de caràcter religiós del País Valencià.
Els Deserts eren llocs deshabitats i idonis per als carmelites, que pretenien tornar al carisma original de l'Orde, la vida cenobítica acompanyada d'un esperit eremític renovat per la Contrareforma.

## Evolució històrica
L'origen de l'Orde es remunta als ermitans establerts al Mont Carmel de Palestina al segle xii. Segons la tradició, aquesta muntanya estava santificada per Sant Elies i Sant Eliseu.
La fórmula de vida va ser donada entre 1206 i 1214 per Sant Albert, patriarca de Jerusalem, en una regla de tradició eremítica on ressaltava la solitud, el silenci, el dejuni, l'abstinència de carn, i la vida retirada i contemplativa encara que no eximeix de treball.
Després d'aconseguir del Papa Innocenci IV la confirmació de l'Orde, els monjos emigren a Europa on comença una proliferació de centres carmelites. A Espanya entren els carmelites a Aragó des de França. El rei En Jaume va atorgar Carta de Protecció a l'Orde.
Als segles xiv i xv, l'Orde del Carme seguirà les vicissituds dels altres ordes, entre la florida dels estudis i el decaïment de l'esperit religiós i l'esforç de renovació dut a terme pels sants i els moviments d'observança.
A Espanya aquests moviments vindran dirigits per Santa Teresa i Sant Joan de la Creu. Es promulga la màxima solitud individual, l'oració, la lectura i l'espiritualitat. Es va produir, com a conseqüència, una divisió en el si de l'orde i aquests obtingueren la separació jurídica en el Capítol General de Cremona en 1593. Un segle després, els carmelites descalços van arribar a Benicàssim amb el propòsit de crear un Desert per a la vida contemplativa. L'elecció del lloc es va deure a la divisió en 1625 de la província d'Aragó-València d'una banda i la de Catalunya per una altra, de manera que la primera va quedar sense Desert.
Després del fracàs de la cerca d'ubicació a Aragó, es va intentar a València, fins que un sacerdot de Cabanes li va dir al procurador del convent de València, fra Juan de la Verge, que “hi ha un lloc que no pot ser més a propòsit” per a l'assentament de l'orde.
Finalment, es va comprar en 1691 la masia de Gavarrell i el 2 de febrer de 1694 se celebrà l'acta de possessió. La resta s'adquirí per 23.000 lliures. La nova fundació va haver d'enfrontar-se tant a l'oposició dins de l'orde mateix, com a la del baró de Benicàssim o la dels franciscans de Castelló.
Els carmelites d'Aragó desitjaven la ubicació als seus territoris a causa de la seua majoria numèrica i el baró pugnava pels seus drets feudals sobre el territori. Però l'enfrontament més fort el trobem en la pugna entre franciscans i carmelites per imposar els seus drets enfront de l'altre orde. Aquesta disputa es tancarà el 23 de desembre de 1693 amb la llicència del rei favorable a la creació del convent.
La masia de Gavarrell va ser el primer intent de creació d'un convent en el Desert, però a causa de la insalubritat del terreny es va decidir de construir el nou convent en el bancal de la Bugada. En 1698 van començar les obres, sent el tracista fra Bernat de Sant Josep, i part de la construcció de l'edifici la va dirigir Pedro Vilallare, mestre d'obres.
L'edifici es va finalitzar i es van establir les pràctiques eremítiques cap a 1709, si bé l'església no serà acabada fins a 1733. D'aquest període són les primeres ermites com la del Naixement, del Carme, Sant Josep, Desemparats, Sant Joan Baptista, Sant Joan de la Creu, Sant Elies, etc., arribant-se a construir per obres piadoses fins a un total de tretze.
La vida en el convent s'anirà desenvolupant durant gairebé un segle, amb algunes vicissituds com les sofertes amb motiu de la Guerra de Successió, cap a 1710, quan partides de “micalets” fustigaren els monjos i arribaren a tancar-los per un assumpte d'ocultació d'armes.
Entre 1724 i 1730 es construeix la muralla que ha de tancar el recinte conventual. Per a aquesta època ja s'han construït els principals edificis carmelites. Es tracta d'un convent que combina la vida cenobítica amb edificacions que permetin l'oració i la contemplació individual, un monestir-desert per a la província d'Aragó-València.
La fi de segle significarà un nou canvi en la comunitat. En 1783 es produiran una sèrie de pluges torrencials des de setembre a desembre que produiran l'obertura d'avencs a la terra i esquerdes en els murs del convent, just entre dos barrancs i en una terra mal assentada. Les ermites i el convent sofreixen grans pèrdues i els monjos es van instal·lar en una hostatgeria. Després de demanar consell, es derrocà el panteó i els edificis de ponent per aprofitar els materials amb què es construirà el nou convent.
Per a l'emplaçament de les noves edificacions es tria el bancal de la Porteria, i es començaren les obres en 1784. L'encarregat de dirigir les obres serà fra Joaquim del Nen Jesús. Aquest va obtenir el títol de mestre d'obres a Saragossa, i el d'arquitecte per a tots els edificis que s'oferisquen a les cases i convents del seu orde el va rebre de la Reial Acadèmia de Sant Carles de València l'1 de febrer de 1789. El projecte del Desert va ser aprovat per aquesta Acadèmia el 16 de gener de 1785. En 1791 s'iniciava la construcció de l'església i en 1793 la vida eremítica. L'any 1796 l'església ja s'havia acabat i en 1802 es van traslladar els cadàvers del vell al nou monestir. En 1811 arriba a la província el general Suchet i es produïren els primers abusos. Després es va dur a terme l'inventari de béns del convent d'acord amb “l'Embargament de béns nacionals”. Avisat el prior que anava a produir-se aquest fet, va amagar part dels béns i aconseguí, a més, que el nomenessin custodi dels béns inventariats.
En 1813 un intent de venda del Desert per part de les autoritats va ser frustrat per un informe desfavorable de l'alcalde de Benicàssim. D'aquesta forma, el convent va mantenir bona part dels seus béns durant la invasió napoleònica. Poc temps després, en 1835, es produeix la Real Ordre de Exclaustració Eclesiàstica decretada pel Govern. El poble de Benicàssim, agraït per l'ajuda rebuda pels monjos en la recent epidèmia de còlera, va demanar la supressió per al convent d'aquesta Ordre. En les següents dècades es produeix una reducció en la comunitat religiosa, arribant en 1873 a un prior i a tres o quatre pares.
Amb l'arribada de la Restauració de l'Orde, la situació de no-exclaustració de la comunitat situa el monestir en una posició destacada en tot Espanya. En 1880 es declara al Desert noviciat, amb el consegüent augment de la comunitat.
A fi de superar la penúria econòmica, els monjos comencen a recol·lectar les herbes aromàtiques del Desert per a la destil·lació del licor carmelità. Després de situar la planta d'elaboració en els soterranis del convent, es construirà un edifici proper i, posteriorment, la fàbrica de Benicàssim, que data de 1913.
Els últims esdeveniments que han influït en l'esdevenir de la comunitat monàstica han estat la guerra civil de 1936, en la qual van ser assassinats 16 monjos pertanyents a la comunitat, i en 1971, quan es va crear un centre d'espiritualitat de gran repercussió entre els fidels cristians. També la construcció de la carretera, primer des de Castelló, amb accés al costat de l'ermita de la Magdalena en la nacional 340 i, posteriorment, completada amb l'accés des de Benicàssim, determina la presència massiva de turistes atrets per la bellesa del lloc i les impressionants vistes de la Plana de Castelló.

## Tipologies arquitectòniques
Condicionades a la vida eremítica es van donar una sèrie de construccions adaptades a les necessitats i als consells de la regla carmelita: austeritat, severitat, escassa ornamentació i cerca de l'espiritualitat.
La vida del monestir carmelita estava estructurada sobre la base de la comunitat, però amb l'excepció que en determinades èpoques i durant períodes relativament llargs es retiraven a les edificacions que ells mateixos aixecaven per lliurar-se de ple a la contemplació.
Ja Sant Albert, patriarca de Jerusalem entre 1206 i 1214, en la seua “Regla primitiva de l'Orde de la Benaurada Mare de Déu del Mont Carmel” (aprovada per Innocenci IV en la Butlla denominada Quae honorem Conditoris d'1 d'octubre de 1247), senta les bases del que serà la vida carmelita fins a la posterior reforma de Santa Teresa i Sant Joan de la Creu, tractant aspectes relatius a l'arquitectura, disposició de cel·les, les capelles, etc.
El paper de Santa Teresa també va a ser determinant en l'arquitectura carmelitana. La seua influència es reflecteix en un augment en l'austeritat en les edificacions, tal com argumenta en obres com a “Camí de perfecció” (1583) i el “Llibre de les Fundacions” (1610). D'aquesta manera s'origina un estil arquitectònic “teresià”. Atenent tant a criteris formals com a funcionals, es distingeixen nou tipologies arquitectòniques distribuïdes, de forma irregular, al llarg de la carretera que travessa la propietat:

### 1. Antres (cavernes o coves)
Petites construccions singulars que podrien ser el símbol dels orígens de la vida eremítica en el Desert. Tenen el seu origen en les primitives coves que buscaven els ermitans per al seu retir espiritual. Servirien de residència al germà carmelita durant llargues temporades. Cada ermità solia tenir un d'aquests antres a escassos cent metres de distància. N'existeixen divuit.
Les seues característiques són: planta rectangular, d'aproximadament quatre per cinc metres, gruixudes i robustes parets que sustenten una petita volta de canó coberta exteriorment per una coberta a dues aigües de teula moruna. La porta era de fusta sense finestres i en la façana posseïen una rematada piramidal o curvilini on se situava la creu de ferro.
A l'interior solien tenir un sòcol sortint a manera d'altar en el fons, on es dipositava la imatge del sant titular, i una espècie de banc corregut a banda i banda de l'antre. L'única decoració consistia en unes places de taulells amb inscripcions en vers relatives a la vida del sant i de vegades uns frescs en la capçalera.

### 2. Eremites
Són capelles on es realitzaven els actes litúrgics i exercicis espirituals en les llargues temporades en què els germans es retiraven en solitud per lliurar-se de ple a la meditació i al rés.
Són deu ermites enumerades posteriorment.
Sembla que el Pare Prior visitava les ermites una vegada per setmana i recíprocament els ermitans havien d'anar al convent en diumenges i festes per assistir al capítol de culpes.
Són unes construccions quadrangulars entre set i vuit metres de costat, aixecades en llocs estratègics de retir i amb vista que inspiressin al germà carmelita a la meditació i la contemplació.
Dos envans es creuaven en el seu interior deixant en la seua intersecció una perforació per col·locar el llum o quinqué (que havia d'estar cremant tota la nit), conformant una compartimentació regular de quatre habitacions iguals destinades a locutori (per rebre visites del Prior), oratori (per al rés), estudio-dormitori (per a la lectura, estudi i descans del germà) i cuina (per als menjars).
La façana en capcer piramidal amb una petita espadanya que albergava la campana. Disposen una porta desplaçada a la dreta respecte a l'eix de simetria i una finestra a l'esquerra. Com a remat una diminuta obertura vertical com a ventilació. Solien tenir també panells o llenços que es col·loquen en la façana com a imatges de devoció i que eren l'únic element decoratiu exterior. Els murs laterals no posseïen amb prou feines finestres (com a màxim una o dues).
La coberta era de dues, tres i quatre vessants recobertes de teula àrab.
Els materials estaven en sintonia amb l'austeritat monàstica del Carmel, utilitzant elements autòctons com pedra sorrenca i calcària units mitjançant morter de calç.

### 3. Pilars devocionals
Es tracta de pilars de secció gairebé quadrangular amb rematada piramidal. Posseeixen un nínxol central amb una imatge original, avui dia desapareguda pràcticament en tots. N'hi ha nou.
Tenien la missió de despertar la devoció del monjo durant els seus passeigs pel bosc a la recerca de la meditació i l'oració. Estan situats en punts estratègics, com a corbes del camí, esplanades, fonts i deus.

### 4. Estacions
Són molt semblants als pilars devocionals, variant únicament la seua funció. Aquestes estacions estaven constituïdes en tres grans blocs:
- Viacrucis – Calvaris (hi ha 4).

Les Estacions de l'Ermità de Crist. Set plaques ceràmiques, originalment disposades en el mur de l'accés principal a l'Antic Convent i un gran panell ceràmic que es trobava en una petita capella d'aquest mateix accés.
- Dolors de Maria (n'hi ha 1).
- Dolors i gojos de Sant Josep (n'hi ha 2).

### 5. Tipologies agropecuàries
Coincideixen tots ells a tenir una caseta de reduïdes dimensions per al pastor, zones cobertes perimetrals i una a l'aire lliure central, a manera de pati, i la utilització de materials autòctons però sense revestiment. Avui dia hi ha quatre corrals, encara que se sap que va haver-hi un altre cap al plànol de Miravet.
També s'inclouen en aquesta tipologia els dos horts propis de cada convent i una casa guarda-ferramentes i un pessebre.

### 6. Convents
Existeixen dos convents, el vell, i el segon, el qual fa actualment les funcions de monestir.
El monestir vell es troba en estat ruïnós, amb tot just un mur en peus. Pràcticament va ser tot derrocat i aprofitats els seus materials per a la construcció del nou convent.
El nou es va construir en el bancal de la Porteria, en una esplanada a mig camí entre el monestir vell i la Porteria Alta. El conjunt consta d'un quadrilàter de 53 x 41 m conformat pel monestir i l'església, sent la seua estructura molt similar a la del convent antic. Posseeix tres altures i un soterrani. Les quatre ales tanquen l'edifici envoltant l'església que se situa enmig del claustre. Aquest comunica amb les ales mitjançant l'allargament dels seus quatre braços dividint el claustre en quatre.
És un edifici senzill i auster en el qual els materials emprats són mur de maçoneria amb pedra sorrenca i morter de calç, fusta, maó, guix i teula.

### 7. Muralla
L'àrea tenia llenços de muralla a les zones de més fàcil accés, deixant les parts més altes i escarpades sense protecció. Més que una funció defensiva o protectora, complia una funció més intimidatòria i de separació de la zona enclaustrada. Els límits anaven des de la Porteria Alta en direcció al Castell de Montornés i torçava cap al nord per anar a buscar la Porteria Baixa, també anomenada Porteria del Mar, i a continuació es dirigia cap al plànol de Miravet per perdre's la pista per la seua banda oest en direcció al cim del Bartolo.
Queden escassos metres en peus corresponents a la zona de la Porteria Alta, el llenç de la muralla està emmerletat. Posseeix una altura propera als 3,75 metres i un gruix de 0,70 metres. Presenta petites finestretes per observar l'exterior, però no es manifesten restes del passadís dels merlets, la qual cosa ens diu que la seua funció seria més de tancament que de protecció guerrera.

### 8. Fonts i deus
Formalment presenten notables diferències estilístiques.
La font de major renom és la de Sant Josep, l'aigua de la qual és de major qualitat. Està situada al costat de l'ermita del mateix nom i al costat de la carretera que creua el Desert. Té planta en forma de “L”, amb la font als peus d'un pilar devocional amb els quals coincidiria tipològicament.
La de Sant Joan de la Creu s'assembla formalment a un antre i la seua aigua ha estat reconduïda per al reg.
La de la Teula posseeix actualment un sortidor, el receptacle i un petit banc corregut a la seua esquerra.
La del Panteó és la de més bella factura. Està conformada per un enorme nínxol en el qual s'inscriu interiorment una gran tenalla de la qual brolla l'aigua.

### 9. Capelles devocionals
Es diferencien dels antres en la seua petita grandària que els impossibilita com a lloc de retir. Compleix les funcions d'oratori cap a la imatge del lloc. Existeixen quatre.

### 10. Tipologies funeràries
En el convent vell trobem una Església-Panteó al costat de les dependències del Bisbe Alcarraz i un carnerari en les criptes de l'antiga església.
En el convent nou, al carnerari de l'Església, també anomenat Panteó dels Màrtirs, se li va afegir en aquest segle l'actual cementiri, que es troba en un angle de l'horta.